# 唐御所横穴
座標: 北緯36度44分37.6秒 東経140度9分23.9秒 / 北緯36.743778度 東経140.156639度

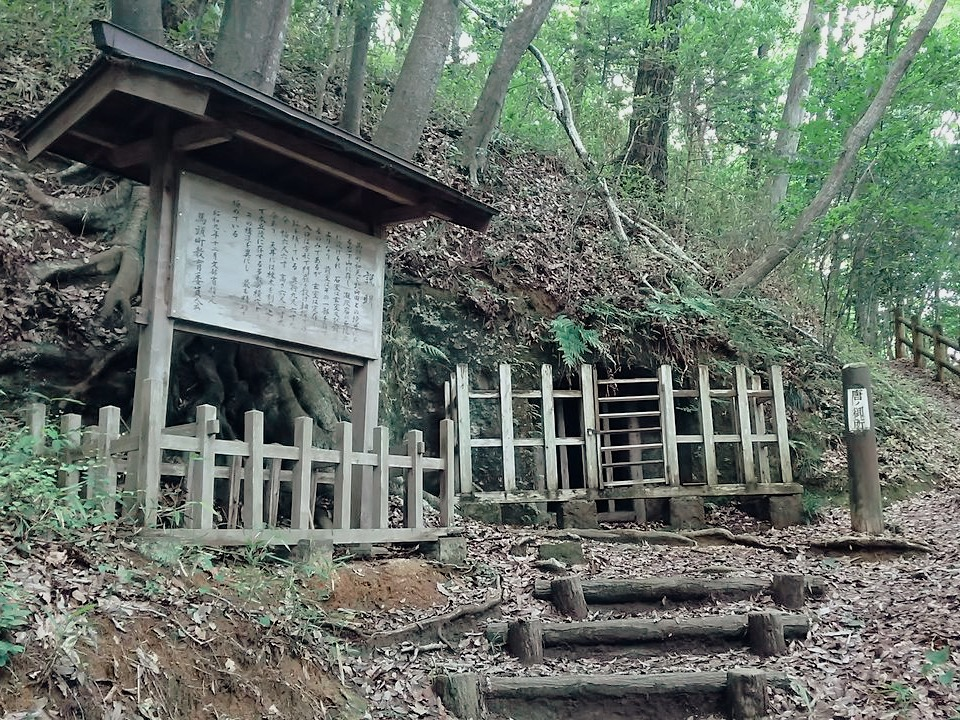
唐御所横穴

唐御所横穴（からのごしょよこあな）は、栃木県那須郡那珂川町にある横穴墓である。昭和9年(1934年)国の史跡に指定。
北向田地区から和見地区に至る那珂川左岸の丘陵斜面には凝灰岩を掘削した横穴墓群が分布しており、「北向田・和見横穴墓群」と呼ばれている。
北向田・和見横穴墓群は尾根を境に北向田群と和見群に分かれ、さらに前者は北・中央・東南、後者は北・南・西の各支群に分かれる。唐御所横穴はこのうち和見群北支群に所属する。
唐御所横穴は前庭・羨道・玄室が明確で規模も大きい。奥壁から羨門まで4.78m、玄室長2.75m、玄室中央幅2.34m、奥壁高さ1.9m。羨門から平面が台形をした前提に続く。天井は中央に棟木、左右を切妻屋根風に傾斜させ、玄室はコの字状に3つの棺座が造り出されている。玄門は妻入となり、外側に戸をはめ込むための彫り込みが施してある。その精巧さは全国的に見て屈指であり、後期から終末期の切石横穴式石室と構造的に類似することが指摘されている。